# Imperivm Anthology
Imperivm Anthology o Imperium Anthology es un pack de cuatro videojuegos en un mismo disco sobre la saga Imperivm.
En él se incluye los juegos Imperivm: La Guerra de las Galias, Imperivm II: La conquista de Hispania, Imperivm III: Las grandes batallas de Roma e Imperivm Civitas, todos en su última versión. Este pack está en venta por el precio de 9,95€ en España e Italia, siendo aún más barato comprar el pack que los cuatro juegos por separado.
Desde su lanzamiento, los juegos incluidos en el pack se dejaron de vender por separado, para solo poder ser adquiridos desde el pack.